# Aosta
Aosta (wł. Aostaⓘ, fr. Aoste, franko-prow. Aoûta, gwara Walser Augschtal) – miasto i gmina we Włoszech, stolica najmniejszego włoskiego regionu Doliny Aosty. Według danych na styczeń 2009 gminę zamieszkiwało 34 979 osób przy gęstości zaludnienia 1637 os./km².

## Gospodarka
Miasto żyje głównie z turystyki. W bliskiej okolicy Aosty znajduje się ponad 140 km tras narciarskich o zróżnicowanym stopniu trudności. Część wyciągów i kolejek gondolowych połączona jest z kurortami pobliskich Francji i Szwajcarii.

## Historia
Założone w 25 p.n.e. przez Oktawiana Augusta jako miasto obronne nazwane Augusta Praetoria Salassorum. W 451 stało się siedzibą biskupstwa. Od 1191 w rękach Sabaudów, w XIII-XIV wieku w granicach księstwa Sabaudii. W 1556 było bezskutecznie oblegane przez wojska J. Kalwina. Od 1860 włączone do zjednoczonych Włoch.

## Zabytki
- pozostałości budowli z czasów rzymskich – ruiny amfiteatru, murów miejskich, 2 bram, mostu, forum, świątyń oraz łuku triumfalnego Augusta
- kolegiata Sant’Orso (wł.) / Saint-Ours (fr.), z XII-XV w. wraz z kryptą pochodzącą z VIII w.
- romańska katedra Notre-Dame, która została przebudowana w XV–XVI w.

## Miasta partnerskie
- Narbonne
- Chamonix-Mont-Blanc
- Albertville
- Martigny
- Kaolack
- San Giorgio Morgeto
- Sinaia